# Arie de Graaf (politicus)
Arie de Graaf (Arnhem, 4 augustus 1947) is een Nederlands verzekeraar, bioloog, docent en politicus voor de Partij van de Arbeid.
Arie de Graaf was een zoon van een spoorwegambtenaar en studeerde na de Meer uitgebreid lager onderwijs-a en H.b.s.-a (staatsexamen, 1972) Nederlands recht aan de Rijksuniversiteit Utrecht (1972-1977). Hij werd correspondent bij de Onderlinge waarborgmaatschappij (1966-1974) en was groepshoofd van 1974 tot 1976. Van 1970 tot 1976 was hij daarnaast lid van de Arnhemse gemeenteraad.
Nog tijdens zijn studie werd hij in 1976 namens de Partij van de Arbeid in de Tweede Kamer der Staten-Generaal gekozen. Daar hield hij zich met name bezig met financiën, vennootschapsrecht en pensioenfondsen. Hij was een stellig atoompacifist, en dat liet hij ook blijken in de Kamer. Hij stemde steeds tegen alle artikelen van de begrotingen van Defensie die verband hielden met kernbewapening, behoorde in 1977 tot de minderheid uit zijn fractie die tegen de kernenergieparagraaf van het regeerakkoord stemde en ook het onderhandelingsresultaat van een tweede Kabinet-Den Uyl afwees. Hij droeg de bijnaam 'Arie de Vraag' vanwege het grote aantal schriftelijke vragen dat hij stelde tijdens zijn Kamerlidmaatschap (357 in vijf jaar). Hij was lid van de Kamer tot 1981.
Na zijn Kamerlidmaatschap studeerde De Graaf biologie aan de Landbouwhogeschool Wageningen, waar hij ook wetenschappelijk gastmedewerker werd hij de vakgroep plantentaxonomie. Hij was docent bij de "Stichting Realisatie Opleiding Overgangsregeling Accountant Administratieconsulent" en was leraar biologie bij het Rhedens Lyceum in Rozendaal (1987-1988) en aan de HEAO in Alkmaar.
- Author citation (botany): A.de Graaf
- Parlement.com: vg09llhwfpys